# Adolfo Brito
Adolfo Jose Brito (Sobradinho, 30 de maio de 1950) é um político brasileiro filiado ao Progressistas (PP).

## Biografia
Adolfo Brito nasceu de uma família de pequenos produtores rurais no distrito de Posse de Caçador, atual município de Segredo. Aos 11 anos, sua família se mudou ao centro do município de Sobradinho a fim de buscar melhores condições financeiras. Depois cursou Tecnologia em Processos Gerenciais e concluiu seu ensino superior na Unopar.

## Carreira política

### Atuação municipal
Em 1978, Adolfo Brito candidatou-se a vereador em Sobradinho, ficando como primeiro suplente. Na eleição seguinte, elegeu-se vereador e, posteriormente, prefeito de Sobradinho.

### Deputado estadual
Adolfo Brito foi eleito para seu primeiro mandato como deputado estadual nas eleições de 1994, com mais de 28 mil votos. Desde então, tem sido reeleito consecutivamente, somando oito mandatos na Assembleia Legislativa do Rio Grande do Sul.
Ao longo de sua atuação parlamentar, Brito tem focado em levar melhorias para a Região Central do Estado, incluindo obras de infraestrutura como asfalto, redes de água, poços artesianos, casas populares e saneamento. Também destinou recursos para escolas, ginásios esportivos e projetos de telefonia rural e celular, por meio de articulação com diversas secretarias estaduais.
No Parlamento gaúcho, Adolfo Brito trabalhou para que 10% do orçamento do Estado fosse destinado à área da saúde. Foi autor de uma emenda aprovada pela Assembleia Legislativa que anistiou 100 mil pequenos agricultores do Rio Grande do Sul do pagamento de empréstimos contraídos em 1997 devido à seca.
Em seu segundo mandato (eleito em 1998 com 34 mil votos), presidiu a Comissão de Agricultura, Pecuária e Cooperativismo da Assembleia Legislativa no biênio 1999/2000. Nesse período, promoveu debates para buscar soluções para os problemas do setor, como a discussão sobre os preços da produção primária (leite e fumo). A Comissão de Agricultura contribuiu para a formação de modalidades do Pronaf.
No terceiro mandato (eleito em 2002 com mais de 50 mil votos), Brito concentrou esforços na viabilização de rodovias importantes para o desenvolvimento do Rio Grande do Sul. Continuou a atuar na obtenção de recursos para perfuração de poços artesianos, construção de redes d’água, e construção, reforma e ampliação de escolas e ginásios esportivos. Outra pauta constante foi a garantia de financiamentos para pequenos produtores rurais, através do Pronaf e Proger.
Eleito para o quarto mandato em 2006, com mais de 41 mil votos, Adolfo Brito novamente presidiu a Comissão de Agricultura, Pecuária e Cooperativismo, dedicando-se a garantir a sustentabilidade dos produtores gaúchos. Abordou questões como a queda de preços, juros e custos elevados de insumos agrícolas, além dos débitos acumulados por agricultores em safras frustradas. A criação de mecanismos para fortalecer a cadeia produtiva também foi um destaque.
Em dezembro de 2010, Brito foi um dos deputados estaduais que votaram a favor de um aumento de 73% nos próprios salários, decisão que gerou ampla repercussão negativa. O episódio inspirou o músico Tonho Crocco a compor a música crítica "Gangue da Matriz", que citava nominalmente os 36 deputados favoráveis ao reajuste, incluindo Adolfo Brito. À época, o então presidente da Assembleia Legislativa, Giovani Cherini, apresentou uma representação contra o músico, alegando crime contra a honra e classificando o título da música como extremamente agressivo, por fazer alusão à quadrilha que cometeu o assassinato do jovem Alex Thomas. No entanto, seu sucessor na presidência, Adão Villaverde, manifestou-se contrário à iniciativa. Em agosto de 2011, o próprio Cherini pediu o arquivamento da ação, alegando que seu nome não aparecia na letra da música e afirmando defender a liberdade de expressão. Durante o episódio, Tonho Crocco recebeu apoio popular, incluindo a instalação de 20 outdoors em Porto Alegre e manifestações favoráveis nas redes sociais.
Reconduzido à Assembleia Legislativa para seu quinto mandato em 2010, com mais de 48 mil votos, Brito manteve o foco na melhoria da infraestrutura rodoviária do Estado, buscando o acesso asfáltico para todos os municípios. Contribuiu para negociações com o BNDES, Banco Mundial e BID, que garantiram empréstimos de R$ 2,3 bilhões para investimentos em rodovias. Nesse mandato, apresentou a PEC das Apaes (PEC 227/2013), que, após aprovação unânime, tornou-se a Emenda Constitucional nº 68, garantindo recursos financeiros para entidades mantenedoras de escolas de educação especial.
Em 2014, foi reeleito para o sexto mandato, com 44.224 votos. Continuou seu trabalho na infraestrutura e buscou a aprovação do PL 205/2012, de sua autoria, que visa isentar de pedágio veículos emplacados em municípios-sede de praças de pedágio em rodovias estaduais ou sob jurisdição delegada ao Estado.
Nas eleições de 2018, Adolfo Brito foi reeleito para o sétimo mandato na Assembleia Legislativa, com 44.966 votos, pelo PP.
Em 2022, foi novamente reeleito, desta vez com 28.115 votos, alcançando seu oitavo mandato consecutivo como deputado estadual.

### Presidente da Assembleia Legislativa
Em 31 de janeiro de 2024, Adolfo Brito foi eleito Presidente da Assembleia Legislativa do Rio Grande do Sul.

### Governador em exercício
Adolfo Brito assumiu como Governador do Estado em exercício entre os dias 14 e 15 de janeiro de 2025.

## Desempenho eleitoral
| Ano  | Eleição                       | Partido | Cargo             | Votos  | Resultado | Ref.   |
| ---- | ----------------------------- | ------- | ----------------- | ------ | --------- | ------ |
| 1976 | Municipal de Sobradinho       | ARENA   | Vereador          | 332    | Suplente  | [ 11 ] |
| 1982 | Municipal de Sobradinho       | PDS     | Vereador          | 574    | Eleito    | [ 12 ] |
| 1988 | Municipal de Sobradinho       | PDS     | Prefeito          | 6.125  | Eleito    | [ 13 ] |
| 1994 | Estadual no Rio Grande do Sul | PPR     | Deputado estadual | 28.846 | Eleito    | [ 14 ] |
| 1998 | Estadual no Rio Grande do Sul | PPB     | Deputado estadual | 34.097 | Reeleito  | [ 15 ] |
| 2002 | Estadual no Rio Grande do Sul | PPB     | Deputado estadual | 50.062 | Reeleito  | [ 16 ] |
| 2006 | Estadual no Rio Grande do Sul | PP      | Deputado estadual | 41.898 | Reeleito  | [ 17 ] |
| 2010 | Estadual no Rio Grande do Sul | PP      | Deputado estadual | 48.422 | Reeleito  | [ 18 ] |
| 2014 | Estadual no Rio Grande do Sul | PP      | Deputado estadual | 44.224 | Reeleito  | [ 19 ] |
| 2018 | Estadual no Rio Grande do Sul | PP      | Deputado estadual | 44.966 | Reeleito  | [ 7 ]  |
| 2022 | Estadual no Rio Grande do Sul | PP      | Deputado estadual | 28.115 | Reeleito  | [ 8 ]  |